# Aartsbisdom Rossano-Cariati
Het aartsbisdom Rossano-Cariati (Latijn: archidioecesis Rossanensis-Cariatensis, Italiaans: arcidiocesi di Rossano-Cariati) is een in Italië gelegen rooms-katholiek aartsbisdom met zetel in de stad Rossano. Het aartsbisdom behoort tot de kerkprovincie Cosenza-Bisignano en is, samen met de bisdommen Cassano all'Jonio en San Marco Argentano-Scalea, suffragaan aan het aartsbisdom Cosenza-Bisignano.

## Geschiedenis
Het bisdom Rossano ontstond in de 7e eeuw. Het werd suffragaan gesteld aan het Aartsbisdom Reggio Calabria. In 1460 werd Rossano door paus Pius II verheven tot niet metropolitaan aartsbisdom en als immediatum onder direct gezag van de Heilige Stoel geplaatst.
Op 4 april 1979 voegde paus Johannes Paulus II met de apostolische constitutie Quo aptius het bisdom Cariati toe aan het territorium. Op 30 september 1986 werd de naam van het aartsbisdom door de Congregatie voor de Bisschoppen met het decreet Instantibus votis veranderd in Rossano-Cariati. Op 30 januari 2001 werd het suffragaan aan Cosenza-Bisignano.

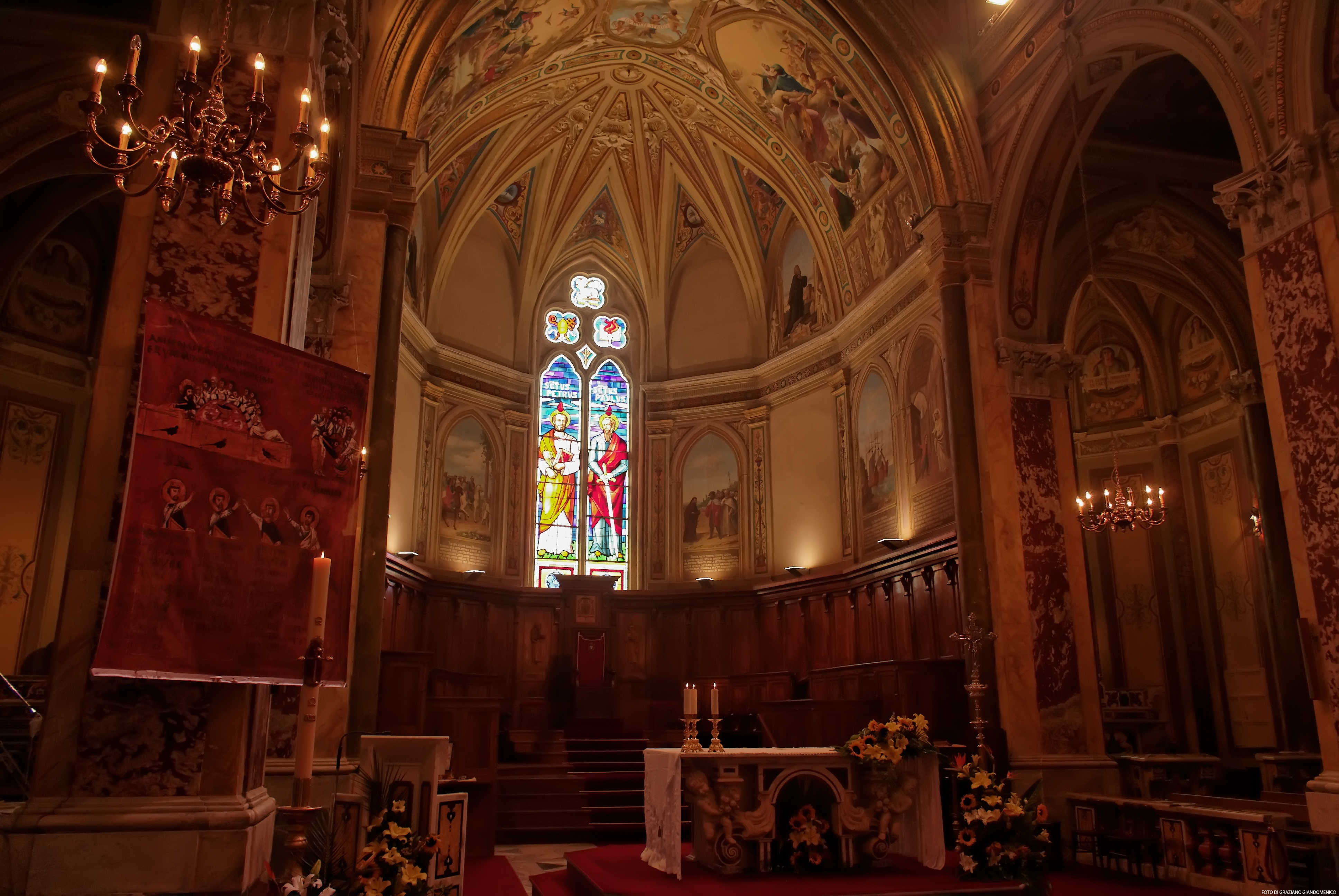
Kathedraal van Rossano
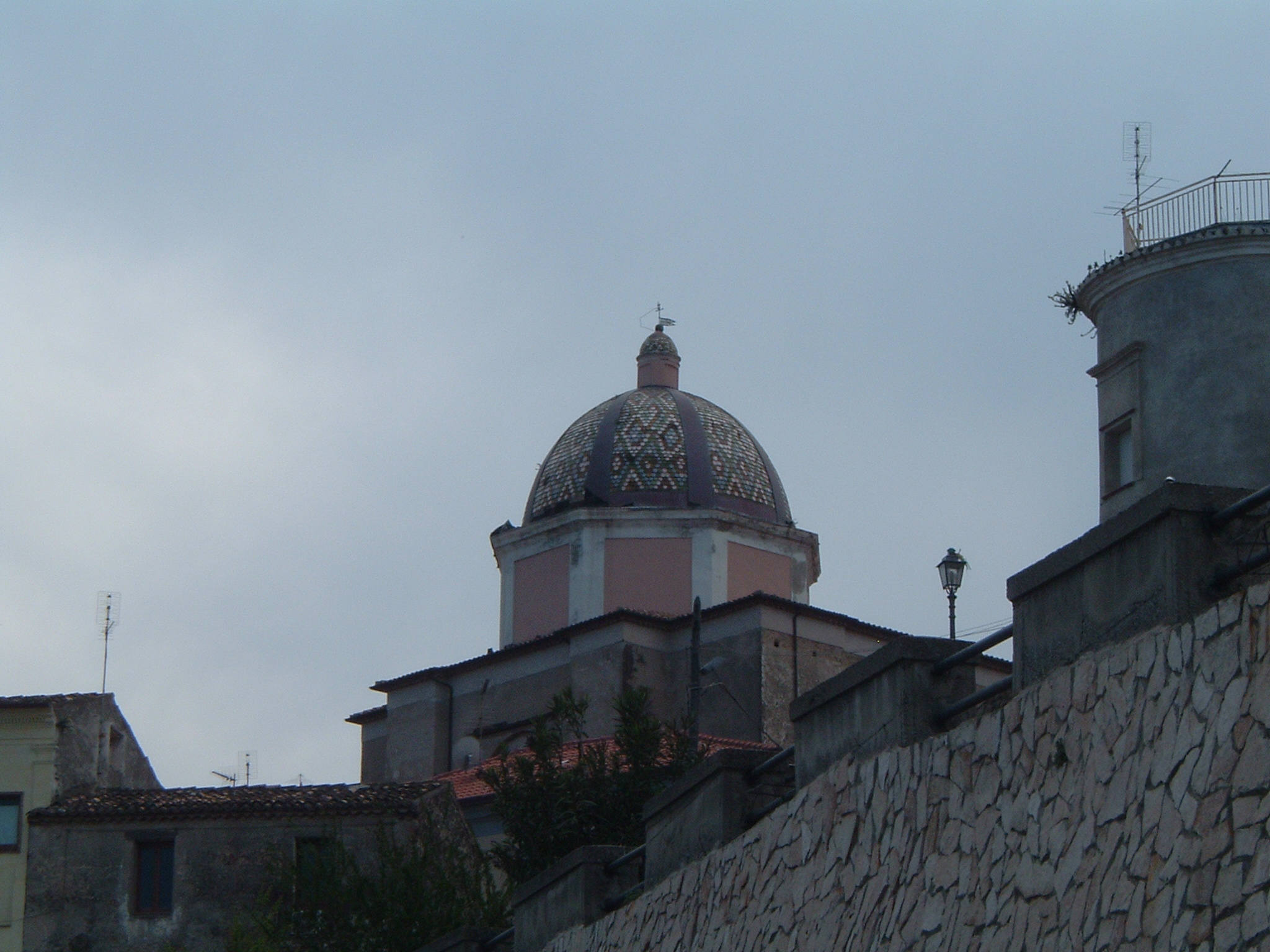
Cokathedraal van Cariati

## Aartsbisschoppen van Rossano-Cariati
- 1979-1980: Antonio Cantisani (daarvoor aartsbisschop van Rossano)
- 1980-1991: Serafino Sprovieri
- 1992-2006: Andrea Cassone
- 200-2013: Santo Marcianò
- 2014-heden: Giuseppe Satriano